# بيت سويني
بيت سويني (بالإنجليزية: Pete Sweeney)‏ هو لاعب كرة قاعدة أمريكي، ولد في 31 ديسمبر 1863 في كاليفورنيا في الولايات المتحدة، وتوفي في 22 أغسطس 1901 في سان فرانسيسكو في الولايات المتحدة.

## وصلات خارجية
- بيت سويني على موقعبيزبول رفرنس.كوم (الدوري الرئيسي) (الإنجليزية)